# Isole San Blas
Le isole San Blas sono un arcipelago panamense che comprende 378 isole e atolli, di cui solo 49 abitati. Sono ubicate al largo della costa nord dell'istmo di Panama e a est del canale di Panama;  fanno parte della comarca (provincia) di Guna Yala situata lungo la costa caraibica. Famosa zona velica, sono rinomate per la loro bellezza e l'assenza di uragani.

## Tradizioni
Vi risiedono gli indiani cuna. Prima dell'arrivo degli europei indossavano pochi abiti e adornavano i corpi con disegni variopinti. Incoraggiati dai missionari a coprirsi, copiarono i disegni corporei sulle molas con cui si vestivano. 
Venerano un dio chiamato Erragon che credono sia venuto e morto per il popolo cuna. Cacciati da Panama durante le invasioni spagnole, i cuna si rifugiarono nelle 378 isole attigue. Oggi il loro capo vive nell'isola di Acuadup, che significa "isola della roccia". Molti cuna sono cacciatori e pescatori, e su alcune isole i bambini possono frequentare la scuola. Molti uomini parlano spagnolo, le donne conservano le vecchie tradizioni.
Dal 1679 al 1681 William Dampier iniziò e concluse il suo primo viaggio in compagnia di corsari e pirati proprio in queste isole che chiamò "The Samballoes", diventate luogo di raduno dei pirati grazie alla possibilità di nascondersi e di vivere in riservatezza.